# Palaeonyssia trisecta
Palaeonyssia trisecta är en fjärilsart som beskrevs av W. Warren 1897. Palaeonyssia trisecta ingår i släktet Palaeonyssia och familjen mätare. Inga underarter finns listade i Catalogue of Life.